# بونتال دو بارانا
بونتال دو بارانا بلدية في ولاية بارانا في المنطقة الجنوبية من البرازيل.   